# فرودگاه ربائول
فرودگاه ربائول (به انگلیسی: Rabaul Airport) (به زبان بومی: Tokua Airport) یک فرودگاه همگانی با کد یاتا RAB است که یک باند فرود آسفالت دارد و طول باند آن ۱۷۲۰ متر است. این فرودگاه در کشور پاپوآ گینه نو قرار دارد و در ارتفاع ۱۰ متری از سطح دریا واقع شده‌است.

## شرکت‌های هواپیمایی و مقصدهای پروازی
| شرکت‌های هواپیمایی | مقصدهای پروازی |
| ----------------- | -------------- |
| PNG Air           | گیروا ربائول   |

Kokopo